# بتهوون شماره ۴ (فیلم)
بتهوون شماره ۴ (انگلیسی: Beethoven's 4th) فیلمی در ژانر کمدی به کارگردانی دیوید میکی اِوِنس است که در سال ۲۰۰۱ منتشر شد.

## بازیگران
- جاج رینهولد
- جولیا سویینی
- مت مک‌کوی
- آرت لافلئور
- جو پیچلر
- دیوید میکی اِوِنس
- اسکات ایوانز